# 云南银莲花
云南银莲花（学名：Anemone demissa var. yunnanensis）为毛茛科银莲花属下的一个变种。系多年生草本植物。主产于云南丽江、香格里拉、禄劝等地海拔3,000至4,600公尺的山坡草地疏林中。